# 高雄港旅運中心
高雄港旅運中心（英語：Kaohsiung Port Cruise Terminal）是位於臺灣高雄港的旅客運輸設施，為「高雄港客運專區」及「亞洲新灣區」計畫的一部分。建築外型似1艘有著高聳煙囪的銀白色船體，總樓地板面積約80,774平方公尺，上部採鋼骨結構，為地上15層、地下2層。可同時停泊2艘22.5萬噸大型郵輪（可載5,400名旅客及2,400名船員），最大旅客服務水準每小時可達到2,000人。其設計理念在於強化港埠旅運中心與既有都市的結合，發展出港岸空間的商業與休閒功能。作為高雄市的海上客運出入境中心，聯外可轉乘環狀輕軌及動工中的捷運黃線。
該設施的工程與建築競圖完成於2010年12月10日，由臺灣的「宗邁建築師事務所」及共同廠商美國「reiser+umemoto事務所」得標。2013年8月27日由春原營造於第4次公告招標中獲得第1標（主體工程），2013年11月9日開工，於2023年3月6日正式啟用。

## 交通資訊

### 輕軌／捷運
| 車站編號 | 名稱     |
| -------- | -------- |
| ／       | 旅運中心 |

### 公車
| 編號         | 經營業者 | 區間                        | 備註             |
| ------------ | -------- | --------------------------- | ---------------- |
| 168西、168東 | 漢程客運 | 金獅湖站－金獅湖站          | 高雄輕軌先導公車 |
| 214          | 港都客運 | 小港站－歷史博物館          |                  |
| 黃1          | 漢程客運 | 鳥松忠誠路口-輕軌旅運中心站 | 捷運黃線先導公車 |

### 公共自行車
- 高雄市公共自行車租賃系統：
  - 輕軌旅運中心站：永平路/海邊路(西北角)
  - 輕軌旅運中心站(海邊路)：海邊路/苓南前路(東北側)

## 照片

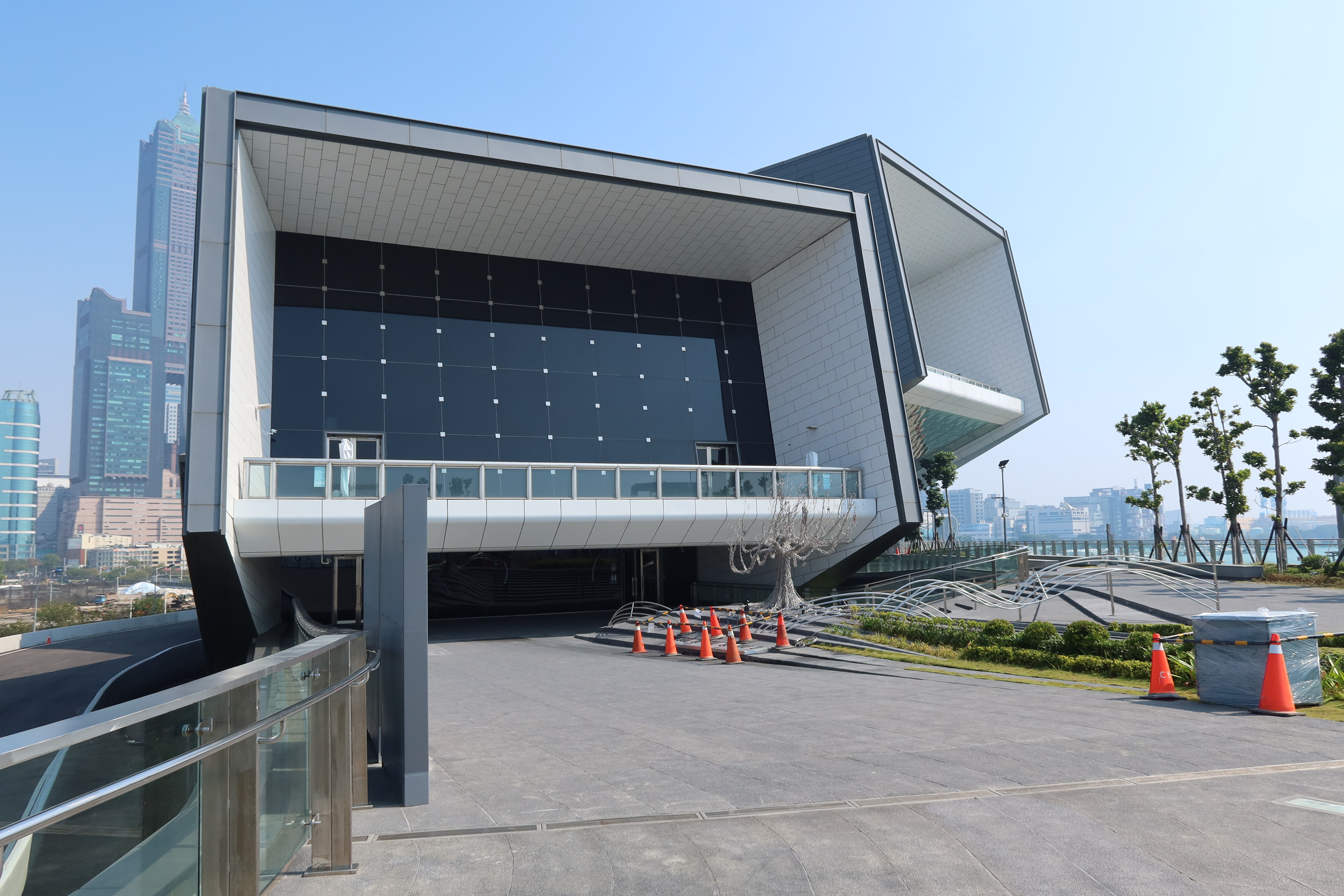
旅運中心三樓與戶外空間
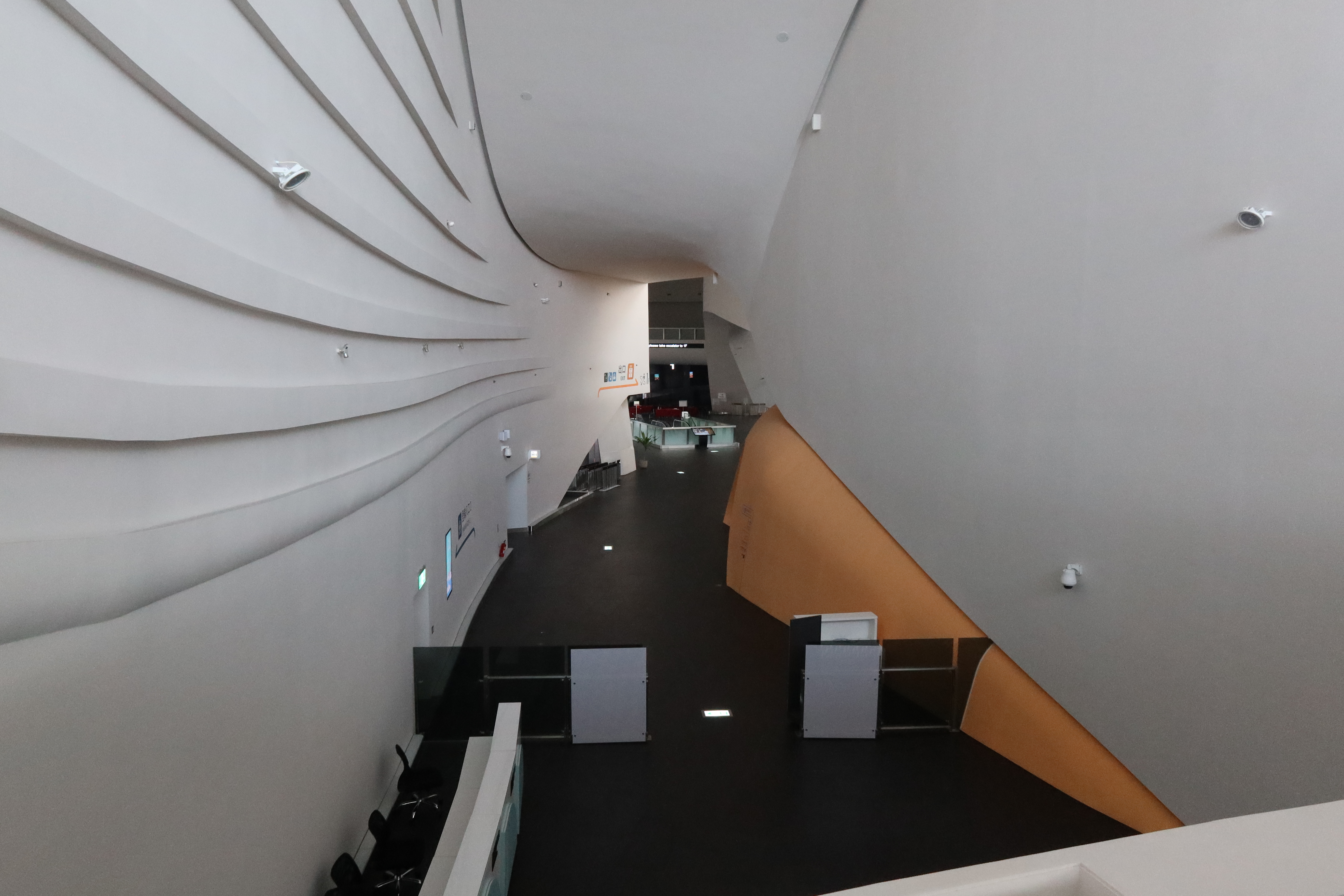
旅運中心內部

## 外部連結
- 臺灣港務股份有限公司高雄港務分公司的Facebook專頁